# Vojsko, Idrija
Vojsko (izgovarjava [ˈʋoːi̯skɔ] ali [ˈʋɔːi̯skɔ], nemško Woiska) je razloženo naselje v Občini Idrija v Zahodni Sloveniji. Naselje leži na istoimenski kraški planoti, ki se dviga visoko nad sosednjima dolinama, v predalpskem Idrijskem hribovju. Spada v tradicionalno pokrajino Primorsko in je danes del Goriške statistične regije. Še na začetku 20. stoletja je kraj spadal v zgodovinsko pokrajino Notranjsko.
Naselje se razprostira v okolici župnijske cerkve sv. Jožefa pod Školjem (1129 m), vključuje pa tudi več manjših zaselkov (Hotenje, Javorka, Jelenk, Log, Mrzla Rupa, Ogalce, Planina, Revenovše, Rovtarjev vrh, Škratovše in Zahum) ter samotnih kmetij, ki so raztreseni po prostrani Vojskarski planoti v okolici. Je najvišje ležeče naselje oz. vas v Sloveniji. Prebivalci so se včasih preživljali z živinorejo in spravilom lesa (nekoč so les prodajali idrijskemu rudniku), danes se ukvarjajo predvsem z gozdarstvom, vačsih pa so se tudi z domačo obrtjo - žebljarstvom. 
Središče naselja z nekdanjo župnijsko cerkvijo predstavlja zaselek Planina. Cerkev sv. Jožefa je današnjo podobo dobila leta 1669. Status župnijske cerkve je izgubila 1. januarja 2018. Spada v Koprsko škofijo, z nadmorsko višino 1077 m pa je najvišja cerkev v škofiji.

## Ime kraja
Ime Vojsko, ki se prvič omenja 1337, je po mnenju Marka Snoja elipsa besedne zveze vojaško selo. Za poimenovanje je pogostokrat napačno predpostavljeno, da je izpeljano iz pridevnika visoko. Po mnenju Silva Torkarja gre za izpeljavo imena iz slovanskih antroponimov, kot so Vojmir ali Vojslav. Primere lahko najdemo tudi pri nekaterih slovanskih jezikih. Ime je bilo z italijansko zasedbo leta 1922 po podpisu Rapalske pogodbe za čas italijanske okupacije poitaljančeno v Voschia.

## Geografija
Na jugozahodu planoto omejuje dolina Idrijce, na severovzhodu pa dolina Kanomljice, onstran doline potoka Bela pa prehaja v visoko kraško planoto Trnovski gozd. Na zakraseli planoti najdemo plitva brezna in dolomitne jame v dolomitu, krajše ponikalnice, nižje pa hudourniške izvire. Z razglednega vrha Hudournik (1148 m) na skrajnem zahodnem delu planote je pogled na Tolminsko do Julijskih Alp s Triglavom ter celo italijanskih Dolomitov. V Trnovskem gozdu je severno pod Golaki mrazišče Smrekova draga, ki je posebna zaradi toplotnega in rastlinskega obrata. Na Vojskem so tudi smučarski tereni, vlečnica in 35-metrska skakalnica. 
Na območju Vojskega so številne naravne in kulturne znamenitosti: razgledna točka Hudournik, gorsko rastlinstvo, potok Gačnik, kraške jame in ponikalnice, izvir Idrijce, zaščitena kačja smreka na Mrzli Rupi, mrazišče Smrekova draga, ostanki rimskega limesa iz 4.-5. stol., zidane zapornice za plavljenje lesa iz 18. st. (klavže), veliki kmečki domovi in spomeniki NOB. Čez Vojsko vodi Slovenska planinska pot, ima pa tudi precej počitniških hišic. 
Julija 1928 je bila na Vojskem postavljena meteorološka postaja, ki je sprva merila samo padavinske parametre; a ta od novembra 1958 meri vse pogoste meteorološke spremenljivke.
| Podnebni podatki za Vojsko (nadmorska višina 1.068 m, 1957–2022) | Podnebni podatki za Vojsko (nadmorska višina 1.068 m, 1957–2022) | Podnebni podatki za Vojsko (nadmorska višina 1.068 m, 1957–2022) | Podnebni podatki za Vojsko (nadmorska višina 1.068 m, 1957–2022) | Podnebni podatki za Vojsko (nadmorska višina 1.068 m, 1957–2022) | Podnebni podatki za Vojsko (nadmorska višina 1.068 m, 1957–2022) | Podnebni podatki za Vojsko (nadmorska višina 1.068 m, 1957–2022) | Podnebni podatki za Vojsko (nadmorska višina 1.068 m, 1957–2022) | Podnebni podatki za Vojsko (nadmorska višina 1.068 m, 1957–2022) | Podnebni podatki za Vojsko (nadmorska višina 1.068 m, 1957–2022) | Podnebni podatki za Vojsko (nadmorska višina 1.068 m, 1957–2022) | Podnebni podatki za Vojsko (nadmorska višina 1.068 m, 1957–2022) | Podnebni podatki za Vojsko (nadmorska višina 1.068 m, 1957–2022) | Podnebni podatki za Vojsko (nadmorska višina 1.068 m, 1957–2022) |
| Mesec                                                            | Jan                                                              | Feb                                                              | Mar                                                              | Apr                                                              | Maj                                                              | Jun                                                              | Jul                                                              | Avg                                                              | Sep                                                              | Okt                                                              | Nov                                                              | Dec                                                              | Letno                                                            |
| ---------------------------------------------------------------- | ---------------------------------------------------------------- | ---------------------------------------------------------------- | ---------------------------------------------------------------- | ---------------------------------------------------------------- | ---------------------------------------------------------------- | ---------------------------------------------------------------- | ---------------------------------------------------------------- | ---------------------------------------------------------------- | ---------------------------------------------------------------- | ---------------------------------------------------------------- | ---------------------------------------------------------------- | ---------------------------------------------------------------- | ---------------------------------------------------------------- |
| Rekordno visoka temperatura °C                                   | 14.6                                                             | 16.7                                                             | 19.7                                                             | 22.9                                                             | 27.5                                                             | 31.0                                                             | 30.5                                                             | 31.7                                                             | 27.5                                                             | 22.1                                                             | 21.6                                                             | 17.1                                                             | 31.7                                                             |
| Povprečna visoka temperatura °C                                  | 0.52                                                             | 1.72                                                             | 5.25                                                             | 9.57                                                             | 14.52                                                            | 18.44                                                            | 20.67                                                            | 20.16                                                            | 15.73                                                            | 10.74                                                            | 5.37                                                             | 1.6                                                              | 10.36                                                            |
| Povprečna dnevna temperatura °C                                  | −2.34                                                            | −1.56                                                            | 1.53                                                             | 5.6                                                              | 10.34                                                            | 14.01                                                            | 16.04                                                            | 15.51                                                            | 11.62                                                            | 7.23                                                             | 2.58                                                             | −1.1                                                             | 6.62                                                             |
| Povprečna nizka temperatura °C                                   | −5.0                                                             | −4.43                                                            | −1.58                                                            | 2.17                                                             | 6.58                                                             | 9.99                                                             | 11.8                                                             | 11.64                                                            | 8.3                                                              | 4.36                                                             | 0.07                                                             | −3.69                                                            | 3.35                                                             |
| Rekordno nizka temperatura °C                                    | −20.5                                                            | −18.7                                                            | −20.0                                                            | −10.2                                                            | −4.5                                                             | 0.5                                                              | 2.0                                                              | 1.4                                                              | −1.3                                                             | −8.3                                                             | −14.5                                                            | −18.4                                                            | −20.5                                                            |
| Povprečna količina padavin mm                                    | 166.07                                                           | 157.1                                                            | 174.72                                                           | 181.44                                                           | 177.1                                                            | 185.44                                                           | 161.47                                                           | 162.85                                                           | 213.79                                                           | 236.69                                                           | 311.68                                                           | 235.99                                                           | 2.364,34                                                         |
| Povprečna maks. količina zapadlega snega cm                      | 66.28                                                            | 81.8                                                             | 82.06                                                            | 44.13                                                            | 8.06                                                             | 0.0                                                              | 0.0                                                              | 0.0                                                              | 7.75                                                             | 8.06                                                             | 30.07                                                            | 50.0                                                             | 82.06                                                            |
| Povp. št. dni s padavinami (≥ 0.1 mm)                            | 11.37                                                            | 10.85                                                            | 11.85                                                            | 14.42                                                            | 15.46                                                            | 15.23                                                            | 13.12                                                            | 12.45                                                            | 11.52                                                            | 12.88                                                            | 13.97                                                            | 12.2                                                             | 155.32                                                           |
| Povp. št. deževnih dni (≥ 0.1 mm)                                | 5.49                                                             | 5.71                                                             | 7.43                                                             | 12.22                                                            | 15.18                                                            | 15.23                                                            | 13.11                                                            | 12.45                                                            | 11.48                                                            | 12.29                                                            | 11.75                                                            | 7.46                                                             | 129.8                                                            |
| Povp. št. sneženih dni (≥ 0.1 mm)                                | 7.83                                                             | 7.2                                                              | 6.6                                                              | 4.51                                                             | 0.78                                                             | 0.05                                                             | 0.0                                                              | 0.0                                                              | 0.06                                                             | 0.91                                                             | 4.02                                                             | 6.95                                                             | 38.91                                                            |
| Povprečna relativna vlažnost (%)                                 | 82.07                                                            | 79.5                                                             | 75.33                                                            | 74.16                                                            | 74.9                                                             | 74.77                                                            | 73.13                                                            | 76.33                                                            | 81.53                                                            | 85.0                                                             | 84.62                                                            | 83.73                                                            | 78.76                                                            |
| Povprečna popoldanska relativna vlažnost (%)                     | 77.6                                                             | 72.73                                                            | 64.7                                                             | 62.97                                                            | 63.52                                                            | 63.23                                                            | 60.6                                                             | 62.0                                                             | 69.03                                                            | 75.97                                                            | 79.83                                                            | 79.97                                                            | 69.35                                                            |
| Povp. št. sončnih ur                                             | 85.49                                                            | 98.07                                                            | 123.69                                                           | 158.59                                                           | 191.52                                                           | 211.03                                                           | 255.22                                                           | 224.19                                                           | 172.36                                                           | 143.41                                                           | 89.29                                                            | 80.37                                                            | 1.833,23                                                         |
| Vir: Arhiv Agencije Republike Slovenije za okolje                |                                                                  |                                                                  |                                                                  |                                                                  |                                                                  |                                                                  |                                                                  |                                                                  |                                                                  |                                                                  |                                                                  |                                                                  |                                                                  |

## Zgodovina
Vojsko je imelo do propada Avstro-Ogrske status lastne občine znotraj idrijskega okrožja. Občina Vojsko je bilo z italijansko okupacijo vključeno v Tolminsko okrožje v Furlanski provinci. Leta 1927 je bilo naselje vključeno v Goriško provinco. Leta 1928 je bila Občina Vojsko ukinjena in pridružena Občini Idrija.
Med 2. svetovno vojno je bila planota zaradi prometne odmaknjenosti močno partizansko središče. Zaradi terorističnega partizanskega napada na policijski avtomobil med Mrzlo Rupo in Vojskim 22.6.1943 je vodja specialnega inšpektorata javne varnosti za Julijsko krajino G. Gueli naslednjega dne ukazal požgati vas in ubiti 3 domačine, večino vaščanov pa internirati. V bližnjih Ogalcah je od 17. septembra 1944 do 1. maja 1945 delovala partizanska tiskarna Slovenija. v bližnjem zaselku Vojščica je pokopališče 305 padlih partizanov iz zadnje nemške ofenzive leta 1945. V okoliških gozdovih je delovala od 1943 partizanska bolnišnica Pavla; v spomin nanjo je bil 1961 odkrit spomenik na Hudem polju. 2. aprila 1945 je Vojsko raketirala 19. edkadrilija južnoafriškega vojnega letalstva.